# 砺波警察署
砺波警察署（となみけいさつしょ）は、富山県警察が管轄する警察署の一つである。署長は警視。
砺波市の全域を管轄している。識別章所属表示はTN。将来的に南砺警察署及び小矢部警察署との統合が計画されている。

## 所在地
- 富山県砺波市春日町1番21号

## 管轄区域
- 砺波市

## 沿革
- 2004年（平成16年）11月1日：旧・砺波市と東砺波郡庄川町が新設合併し、新・砺波市となった。
- 2005年（平成17年）4月1日：旧・井波警察署と旧・福光警察署を統合し、南砺市の区域をもって南砺警察署が新設され、併せて、旧・井波警察署が管轄していた旧・東砺波郡庄川町の区域が砺波警察署に移管され、1署1市となった。
- 2024年（令和6年）2月15日：将来的な南砺警察署及び小矢部警察署との統合に先立ち、署長、副署長、次長を除く警察官140人による3署兼務体制に移行[1]。

## 組織
- 副署長（警務課長・警備課長兼任）
- 警務課
  - 警務係、県民相談係
- 会計課
  - 会計係
- 地域交通課
  - 地域総務係、自動車警ら係、企画送致係、指導係、事故捜査係
- 刑事生活安全課
  - 庶務係、生活安全係、刑事係、鑑識係
- 警備課
  - 警備係

## 交番
なし

## 警察官駐在所
- 鷹栖警察官駐在所（砺波市鷹栖1020-2）
- 東野尻警察官駐在所（砺波市苗加963-45）
- 五鹿屋警察官駐在所（砺波市五郎丸1169-4）
- 中野警察官駐在所（砺波市中野1120）
- 庄東警察官駐在所（砺波市頼成397）
- 庄西警察官駐在所（砺波市柳瀬955-2）
- 北部警察官駐在所（砺波市林1018-3）
- 栴檀野警察官駐在所（砺波市福岡90）
- 庄川警察官駐在所（砺波市庄川町青島3466）